# Frederic Whitehurst
Frederic " Fred " Whitehurst là một nhà hóa học và luật sư người Mỹ, từng là đặc vụ giám sát tại Phòng thí nghiệm điều tra liên bang từ năm 1986 đến 1998. Lo ngại về các vấn đề mà mình thấy trong số các đặc vụ, ông xuất hiện như một người thổi còi để gây chú ý đến các lỗi thủ tục và hành vi sai trái của các đặc vụ. FBI đã đồng ý 40 cải cách để cải thiện độ tin cậy pháp y của thử nghiệm.

Ngoài ra, ông cũng là người giữ 2 cuốn nhật ký của liệt sĩ Đặng Thùy Trâm